# Leprous
Leprous ist eine norwegische Progressive-Metal-Band aus Notodden, die im Jahr 2001 gegründet wurde.

## Geschichte
Die Band wurde im Jahr 2001 gegründet. In den Jahren 2004 und 2006 folgte jeweils ein Demo. Dadurch konnte die Band ihre Bekanntheit steigern. Im August 2008 wurde das Debütalbum Tall Poppy Syndrome aufgenommen, danach suchte die Band nach einem passenden Label. Nach einem Vertragsabschluss mit Sensory Records erschien das Album im Mai 2009. Im selben Jahr gab die Band diverse Auftritte in Skandinavien. Im Jahr 2010 folgten Konzerte in Europa und den USA. Sie unterstützte dabei auch die Band Therion auf ihrer Tour durch Europa, wobei sie innerhalb von 30 Tagen in 17 Ländern spielte. Im Jahr 2011 veröffentlichte die Band das zweite Album namens Bilateral bei InsideOut Music, ehe sich 2013 Coal und 2015 The Congregation über dasselbe Label anschlossen.
Im November 2016 veröffentlichte die Band ihr erstes Livealbum. Damit dokumentierten sie einen Auftritt in der Rockefeller Music Hall in ihrer Heimatstadt Oslo. Einar Solberg, der Sänger von Leprous, äußerte im Interview mit Metal.de, dass dieses Konzert sein persönliches Livehighlight sei. Im Juni 2017 veröffentlichte die Band ein Video zu ihrem Song From the Flame vom kommenden Album Malina. 2019 erschien mit Pitfalls das sechste Album und 2021 mit Aphelion das Siebte Album der Band via InsideOut Music.

## Stil
Die Band spielt modernen Progressive Metal, wobei die Musik als eine Mischung aus den Stilen von Devin Townsend, Opeth und Porcupine Tree beschrieben wird. Bereits auf Malina wurde der Stil von Leprous zunehmend rockiger und wurde durch Pop-Elemente erweitert. Pitfalls entfernt sich zunehmend von einem Metal-Sound und greift Elemente des Progressive Rock sowie Synth Pop auf. Seit Malina ist auch Cellist Raphael Weinroth-Browne an den Alben beteiligt, während sich der Einsatz von Synthesizern ebenfalls etablierte. Aphelion weist stilistisch eher Bezüge zu Electro-Pop und Progressive Rock als zu Metal auf. Beim letzten Stück des Albums, Nighttime Disguise, hatten Fans die Möglichkeit, dem Kompositionsprozess über das Internet beizuwohnen und über einzelne Aspekte, wie Takt- und Tonarten, abzustimmen.
Leprous werden oft für den unverwechselbaren Gesang des Sängers Einar Solberg geschätzt. Dieser dominiert die meisten Lieder mit seinem großen Stimmumfang, während die Gitarren vermehrt zu einer rhythmischen Komponente der Musik werden und nur selten die Melodien übernehmen.

## Diskografie

### Alben
| Jahr | Titel Musiklabel                      | Höchstplatzierung, Gesamtwochen, AuszeichnungChartplatzierungen (Jahr, Titel, Musiklabel, Platzierungen, Wochen, Auszeichnungen, Anmerkungen) | Höchstplatzierung, Gesamtwochen, AuszeichnungChartplatzierungen (Jahr, Titel, Musiklabel, Platzierungen, Wochen, Auszeichnungen, Anmerkungen) | Höchstplatzierung, Gesamtwochen, AuszeichnungChartplatzierungen (Jahr, Titel, Musiklabel, Platzierungen, Wochen, Auszeichnungen, Anmerkungen) | Anmerkungen                            |
| Jahr | Titel Musiklabel                      | DE | AT | CH | Anmerkungen                            |
| ---- | ------------------------------------- | --- | --- | --- | -------------------------------------- |
| 2009 | Tall Poppy Syndrome Sensory Records   | — | — | — | Erstveröffentlichung: 5. Mai 2009      |
| 2011 | Bilateral InsideOut Music             | — | — | — | Erstveröffentlichung: 22. August 2011  |
| 2013 | Coal InsideOut Music                  | — | — | — | Erstveröffentlichung: 20. Mai 2013     |
| 2015 | The Congregation InsideOut Music      | DE78 (1 Wo.)DE | — | — | Erstveröffentlichung: 25. Mai 2015     |
| 2017 | Malina InsideOut Music                | DE34 (1 Wo.)DE | AT42 (1 Wo.)AT | CH39 (1 Wo.)CH | Erstveröffentlichung: 25. August 2017  |
| 2019 | Pitfalls InsideOut Music              | DE36 (1 Wo.)DE | AT61 (1 Wo.)AT | CH46 (1 Wo.)CH | Erstveröffentlichung: 25. Oktober 2019 |
| 2021 | Aphelion InsideOut Music              | DE22 (1 Wo.)DE | AT24 (1 Wo.)AT | CH10 (2 Wo.)CH | Erstveröffentlichung: 27. August 2021  |
| 2024 | Melodies of Atonement InsideOut Music | DE20 (1 Wo.)DE | AT19 (1 Wo.)AT | CH11 (1 Wo.)CH | Erstveröffentlichung: 30. August 2024  |

### Weitere Veröffentlichungen
- Silent Waters (Demo, 2004, Eigenveröffentlichung)
- Aeolia (Demo, 2006, Eigenveröffentlichung)
- Live at Rockefeller Music Hall (Livealbum, 2016, InsideOut Music)